# 廖拉萨尔多
廖拉萨尔多（義大利語：Riola Sardo），是意大利奥里斯塔诺省的一个市镇。总面积48.23平方公里，人口2144人，人口密度44.5人/平方公里（2009年）。ISTAT代码为095043。